# Rundfunkjahr 2015

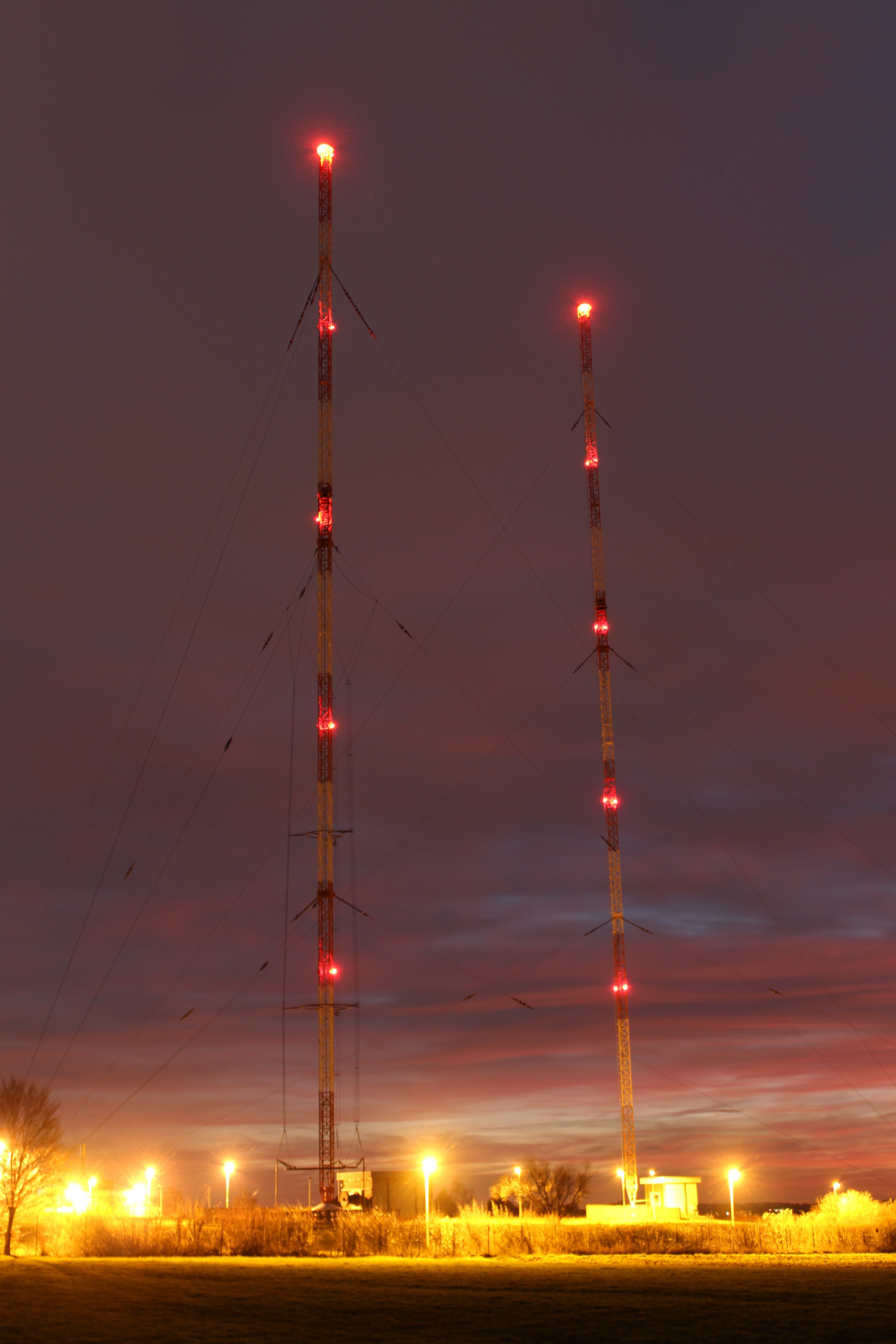
2015: Sendeschluss für die Mittelwelle in Deutschland. Als letzter MW-Sender stellte der Sender Heusweiler vom Saarländischen Rundfunk an Silvester 2015 seine Übertragung von Antenne Saar und DLF ein.

Liste der Rundfunkjahre

◄◄ | ◄ | 2011 | 2012 | 2013 | 2014 | Rundfunkjahr 2015 | 2016 | 2017 | 2018 | 2019 | ► | ►►

Weitere Ereignisse

## Allgemein
- 7. Januar – Ein Anschlag auf die französische Satirezeitschrift Charlie Hebdo in Paris fordert zwölf Tote und mehrere Verletzte. Das Magazin, das bereits in der Vergangenheit Ziel von Anschlägen und Hackerangriffen war, hatte 2006 nicht nur die Mohammed-Karikaturen der dänischen Zeitschrift Jyllands-Posten nachgedruckt, sondern sich außerdem wiederholt scharf gegen den Islamismus als weltweite totalitäre Bewegung ausgesprochen und auf die davon ausgehende Bedrohung für die freie Meinungsäußerung hingewiesen.
- 29. Juni – Das Internationale Olympische Komitee hat die Übertragungsrechte der Olympischen Spiele 2018, 2020, 2022 und 2024 für 1,3 Milliarden Euro an Discovery Communications, in Europa hauptsächlich durch Eurosport vertreten, verkauft.[1][2]
- 13. Dezember – Bei schlechter Sicht und Nebel streifte ein Motorsegler des Typs Fournier RF 5 den Sender Koblenz (Dieblich-Naßheck).

## Hörfunk
- 13. Januar – Der Norddeutsche Rundfunk schaltet die Mittelwellensender Flensburg, Hamburg-Moorfleet, Hannover-Hemmingen und Lingen ab. Die dadurch eingesparten Gelder werden für den Ausbau von DAB+ genutzt. Der Empfang von NDR Info Spezial ist seitdem nur noch über DAB+, DVB-S und Internet möglich. In Deutschland senden damit lediglich BR, SR und WDR weiter über Mittelwelle.[3][4] Bis Ende 2015 will auch der Deutschlandfunk seinen Mittelwellenrundfunk beenden.
- 16. Januar – Der österreichische Jugendkultur- und Musiksender FM4 feiert den 20. Jahrestag seines Sendebeginns unter anderen mit den besten 100 Songs aus zwei Jahrzehnten.[5]
- 25. April – Um der von ihnen empfundenen Heucherlei in der Debatte um Tierrechte drastisch Aufmerksamkeit zu verleihen, geben die beiden dänischen Radiomoderatoren Asger Juhl und Kristoffer Erikson vor, während einer Livesendung für Radio24syv ein Kaninchen zu töten, womit sie heftige Reaktionen bis hin zu Morddrohungen auslösen.[6]
- 6. Juli – Der WDR stellt die Übertragung seiner beiden Mittelwellensender in Bonn und Langenberg ein.[7][8]
- 18. Juli – Der bereits 2013 stillgelegte Sendemast des RIAS in Berlin-Britz wurde gesprengt.
- 1. September – Der niederländische Hörfunksender Radio Maria stellt seinen Mittelwellenbetrieb ein.[9]
- 30. September – Der BR schaltet seine vier Mittelwellensender in Ismaning und Dillberg, Würzburg und Hof ab.
- 31. Dezember – Als letzter deutscher öffentlich-rechtlicher Hörfunk ziehen sich Deutschlandfunk und der Saarländische Rundfunk mit seinem Programm Antenne Saar aus der Mittelwelle zurück.[10][11][12] Es werden die Sender Heusweiler (DLF und SR), sowie Sender Ehndorf, Sender Cremlingen-Abbenrode, Sender Nordkirchen, Sender Thurnau und Sender Ravensburg (Wilhelmskirch) abgeschaltet. Damit endet nach über 92 Jahren die Übertragung per Mittelwelle in Deutschland.
- 31. Dezember – Radio France stellt ebenfalls seinen Mittelwellensendebetrieb und damit unter anderem den Mittelwellensender Sélestat ein.[13]

## Fernsehen
- 1. Januar – Das Neujahrskonzert der Wiener Philharmoniker 2015 wird in 92 Länder der Welt übertragen und von mehr als 50 Millionen TV-Zuschauern verfolgt.[14]
- 11. Januar – Verleihung der 72. Golden Globe Awards
- 12. Januar – Auf ORF 1 ist die erste Folge der Dramedy-Serie Vorstadtweiber zu sehen.
- 16. Januar – Bei Syfy startet die Serienadaption des Science-Fiction-Films 12 Monkeys.
- 25. Januar – Verleihung der 21. Screen Actors Guild Awards
- 5. Februar – Verleihung der 67. Directors Guild of America Award
- 8. Februar – AMC beginnt mit der Ausstrahlung des Breaking-Bad-Ablegers Better Call Saul.
- 14. Februar – Verleihung der 67. Writers Guild of America Awards
- 18. Februar – Bei CBS wird The Mentalist mit der 151. Episode beendet.
- 19. Februar – Die CBS-Comedyserie Two and a Half Men endet nach zwölf Staffeln mit der 262. Episode.
- 23. Februar – Sat.1 beginnt die Ausstrahlung der Reality-TV-Show Newtopia.
- 4. März – Mit CSI: Cyber startet der dritte Ableger von CSI: Vegas.
- 7. März – n-tv erweitert seine Hauptnachrichtensendung um 20 Uhr von fünf auf 15 Minuten und ist damit genauso lang wie die zeitgleiche Tagesschau der ARD
- 20. März – Fox zeigt die 121. und letzte Episode der Musicalserie Glee.
- 21. März – WDR Fernsehen sendet die erste Folge der Comedyreihe PussyTerror TV mit Carolin Kebekus.
- 6. April – Tele 5 startet mit Der Klügere kippt nach (nach einer Idee von Hugo Egon Balder), Frau Dingens will zum Fernsehen mit Kirstin Warnke und Boomarama Late Night mit Aurel Mertz drei neue Formate.[15]
- 9. April – Der französische Nachrichtenfernsehsender TV5 Monde wird durch einen Hackerangriff für einen halben Tag lahmgelegt.
- 5. Mai – Das Erste strahlt die in Österreich produzierte Fernsehserie Vorstadtweiber aus. Sie holt wie schon zuvor in Österreich hohe Einschaltquoten.
- 14. Mai – Die Pro7-Livesendung des Finales der 10. Staffel von Germany’s Next Topmodel in der Mannheimer SAP Arena musste wegen einer Bombendrohung abgebrochen werden.
- 17. Juni – Stefan Raab und ProSieben geben bekannt, dass der Entertainer seine TV-Karriere zum Ende des Jahres 2015 beenden werde.
- 26. Juni – Die im Vorabendprogramm des Ersten Deutschen Fernsehen laufende Seifenoper Verbotene Liebe wird nach 4664 Episoden eingestellt.
- Juni – Verleihung der 5. Critics’ Choice Television Award
- 11. Juli – Das Erste trennt sich von der Wissenssendung Kopfball nach 26 Jahren.
- August – Eine Sendung Hart aber fair des WDR Fernsehen wird aus der ARD Mediathek genommen und ein paar Tage später wieder eingestellt.[16]
- September – Verleihung der 67. Emmy Awards
- 6. Dezember – Die Lindenstraße-Folge 1559 „Hinter der Tür“ wird anlässlich des 30. Jahrestages komplett live im Ersten übertragen.
- 16. Dezember – TV total wird nach 2303 Ausgaben eingestellt. Es ist mit über 16 Jahren Laufzeit die langlebigste Late-Night-Show im deutschen Fernsehen.
- 19. Dezember – Nach 55. Sendung beendet Stefan Raab mit Schlag den Raab seine TV-Präsenz.

## Gestorben
- 3. Januar – Kurt Kuch, österreichischer Journalist (News) stirbt 42-jährig in Graz.
- 9. Januar – Emil Breisach, von 1968 bis 1988 Intendant des ORF-Landesstudio Steiermark stirbt 91-jährig in Graz.
- 23. Januar – Walter Mayer, deutscher Physiker sowie Rundfunk- und Fernsehpionier, stirbt 88-jährig in Zirndorf.
- 2. Februar – Ben Wettervogel, deutscher Meteorologe zuerst im Radio, später im ZDF stirbt 53-jährig in Berlin.
- 5. Februar – Harald Augter, deutscher Jurist, Verbands- und Gremiumsfunktionär. Ab 2002 im SWR-Rundfunkrat und seit 2008 dessen Vorsitzender, stirbt 68-jährig.[17]
- 23. Februar – Erwin Fischer, österreichischer Fernsehjournalist (u. a. ZIB, Seitenblicke) stirbt 76-jährig.[18]
- 27. Februar – Leonard Nimoy, US-amerikanischer Schauspieler stirbt im 83-jährig in Los Angeles.
- 5. März – Karina Kraushaar, deutsche Schauspielerin stirbt 43-jährig in Hamburg.
- 8. März – Sam Simon, US-amerikanischer Fernsehproduzent (Die Simpsons) stirbt 59-jährig in Los Angeles.
- 21. März – Alberta Watson, kanadische Schauspielerin (Nikita, 1997–2001, 24, 2001–2010) stirbt 60-jährig in Toronto.
- 26. März – Karl Moik, österreichischer Fernsehmoderator (Musikantenstadl, 1981–2005) stirbt 76-jährig in Salzburg.
- 30. März – Helmut Dietl, deutscher Film- und Fernsehregisseur (Der ganz normale Wahnsinn, 1979, Monaco Franze – Der ewige Stenz, 1981–1983) stirbt 70-jährig in München.
- 2. April – Robert Schuller, US-amerikanischer Fernsehprediger stirbt 88-jährig in Artesia (Kalifornien).
- 3. April – Kayahan Açar, türkischer Sänger und Teilnehmer am Eurovision Song Contest 1990 stirbt 66-jährig in Istanbul.
- 6. April – James Best, US-amerikanischer Schauspieler (Ein Duke kommt selten allein, 1979–1985) stirbt 88-jährig.
- 8. April – Sebastian Radke, deutscher Hörfunk- und Fernsehmoderator stirbt 40-jährig in Berlin.
- 14. April – Klaus Bednarz, deutscher Journalist, erster ARD-Auslandskorrespondent sowie Redakteur und Moderator von Monitor, stirbt 72-jährig in Schwerin
- 14. April – Franz Kreuzer, österreichischer Journalist, Politiker und Fernsehintendant stirbt 86-jährig in Wien.
- 20. April – Werner Zimmer, deutscher Hörfunk- und Fernsehmoderator u. a. Sportschau stirbt im Alter von 78 Jahren.
- 29. April – Ruth Bunkenburg, deutsche Schauspielerin, Schriftstellerin, Hörspielautorin und -sprecherin bei Radio Bremen stirbt 92-jährig in Achim.
- 27. Mai – Elisabeth Wiedemann, deutsche Schauspielerin (Ein Herz und eine Seele) stirbt im Alter von 89 Jahren.
- 6. Juni – Pierre Brice, französischer Schauspieler (Winnetou in den Karl-May-Verfilmungen) stirbt im Alter von 86 Jahren.
- 27. Juni – Gerd Bacher, österreichischer Journalist und dreimaliger ORF-Intendant, stirbt 89-jährig in Salzburg.
- 28. Juni – Dietrich Haugk, deutscher Regisseur (u. a. Praxis Bülowbogen, 1986–1996, diverse Folgen von Der Kommissar, 1968–1975 und Derrick, 1974–1998), Drehbuchautor und Synchronsprecher stirbt 90-jährig.[19]
- 16. Juli – Ulrich Lenk, deutscher Schauspieler stirbt 48-jährig in Chemnitz.
- 24. Juli – Ernst Trost, österreichischer Journalist (Kronen Zeitung), Autor und Dokumentarfilmer (Das blieb vom Doppeladler, 1986–1993) stirbt 82-jährig in St. Pölten.
- 15. August – Max Greger, deutscher Musiker (Big-Band-Leader zahlreicher ZDF-Sendungen) stirbt im Alter von 89 Jahren in München.
- 26. August – Das US-Reporterteam, Alison Parker und Adam Ward, wird während einer Livesendung in Moneta (Virginia) ermordet[20]
- 9. Oktober – Andreas Mannkopff, deutscher Schauspieler (zahlreiche Fernsehrollen u. a. in diversen ZDF-Abenteuervierteilern) stirbt 76-jährig in Berlin.
- 26. November – Norbert Gastell, deutscher Schauspieler und Synchronsprecher (deutsche Stimme von Homer Simpson) stirbt 86-jährig in München.
- 8. Dezember – Herbert Prikopa, österreichischer Dirigent, Komponist, sowie Radio- (Der Guglhupf, 1978–2009) und Fernsehpersönlichkeit stirbt kurz nach seinem 80. Geburtstag in Wien.